# گاراژ اچ‌پی
گاراژ اچ‌پی (انگلیسی: HP Garage) یک گاراژ است که اکنون یک موزه خصوصی می‌باشد و شرکت هیولت پاکارد (اچ‌پی) در آن تأسیس شده‌است. این گاراژ در خیابان آدیسون ۳۶۷ در پالو آلتو، کالیفرنیا واقع شده‌است و آن را «محل تولد دره سیلیکون» می‌دانند. در دهه ۱۹۳۰، دانشگاه استنفورد و رئیس مهندسی آن فردریک ترمن شروع به تشویق استادان و فارغ‌التحصیلان به ماندن در این منطقه به جای ترک کالیفرنیا کردند و این‌گونه منطقه‌ای با فناوری پیشرفته ایجاد کردند. بنیانگذاران اچ‌پی، بیل هیولت و دیوید پکرد، اولین دانشجویان دانشگاه استنفورد بودند که توصیه ترمن را پذیرفتند.